# Broadview (Toronto Subway)

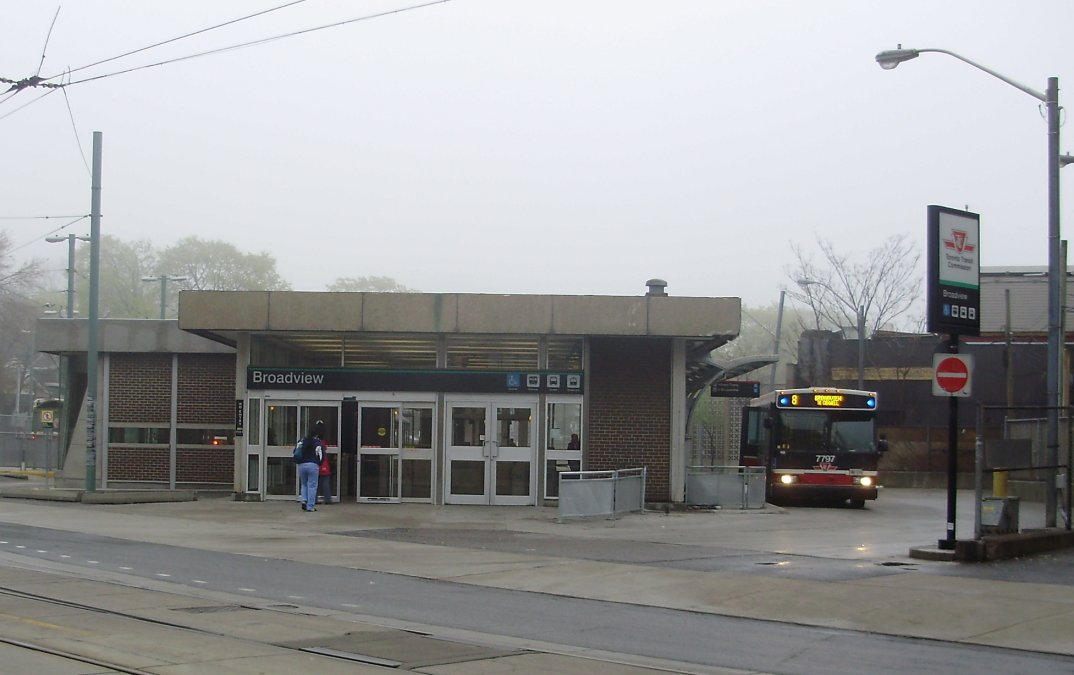
Eingang zur Station Broadview

Broadview ist eine unterirdische U-Bahn-Station in Toronto. Sie liegt an der Bloor-Danforth-Linie der Toronto Subway, an der Kreuzung von Danforth Avenue und Broadview Avenue. Die Station besitzt Seitenbahnsteige und wird täglich von durchschnittlich 32.670 Fahrgästen genutzt (2018).
In der Nähe befindet sich der Riverdale Park. Im Westen überbrückt der Prince Edward Viaduct den Don River. Es bestehen Umsteigemöglichkeiten zu vier Buslinien der Toronto Transit Commission, die auf dem Vorplatz vor dem Stationsgebäude halten. Dort befindet sich auch eine Wendeschleife, die Endstation der Straßenbahnlinien 504 und 505.
Die Eröffnung der Station erfolgte am 26. Februar 1966, zusammen mit dem Abschnitt Keele – Woodbine. 2003 begann eine Renovierung der Station, bei der man ein zusätzliches Straßenbahngleis, zusätzliche Busbuchten, neue Beschilderungen sowie Aufzüge und Treppen zu den Bahnsteigen hinzufügte, um die Brandschutzanforderungen für einen zweiten Ausgang zu erfüllen. Die Aufzüge wurden 2006 in Betrieb genommen, danach auch die Treppe vom westlichen U-Bahn-Bahnsteig zum Bus-/Straßenbahn-Bahnsteig. Der letzte Schritt war eine zusätzliche Treppe vom Bus-/Straßenbahnsteig zum östlichen U-Bahn-Bahnsteig, die 2008 fertiggestellt wurde, aber kurz darauf wegen Wassereinbruchs vorübergehend geschlossen werden musste.